# ’t Horntje

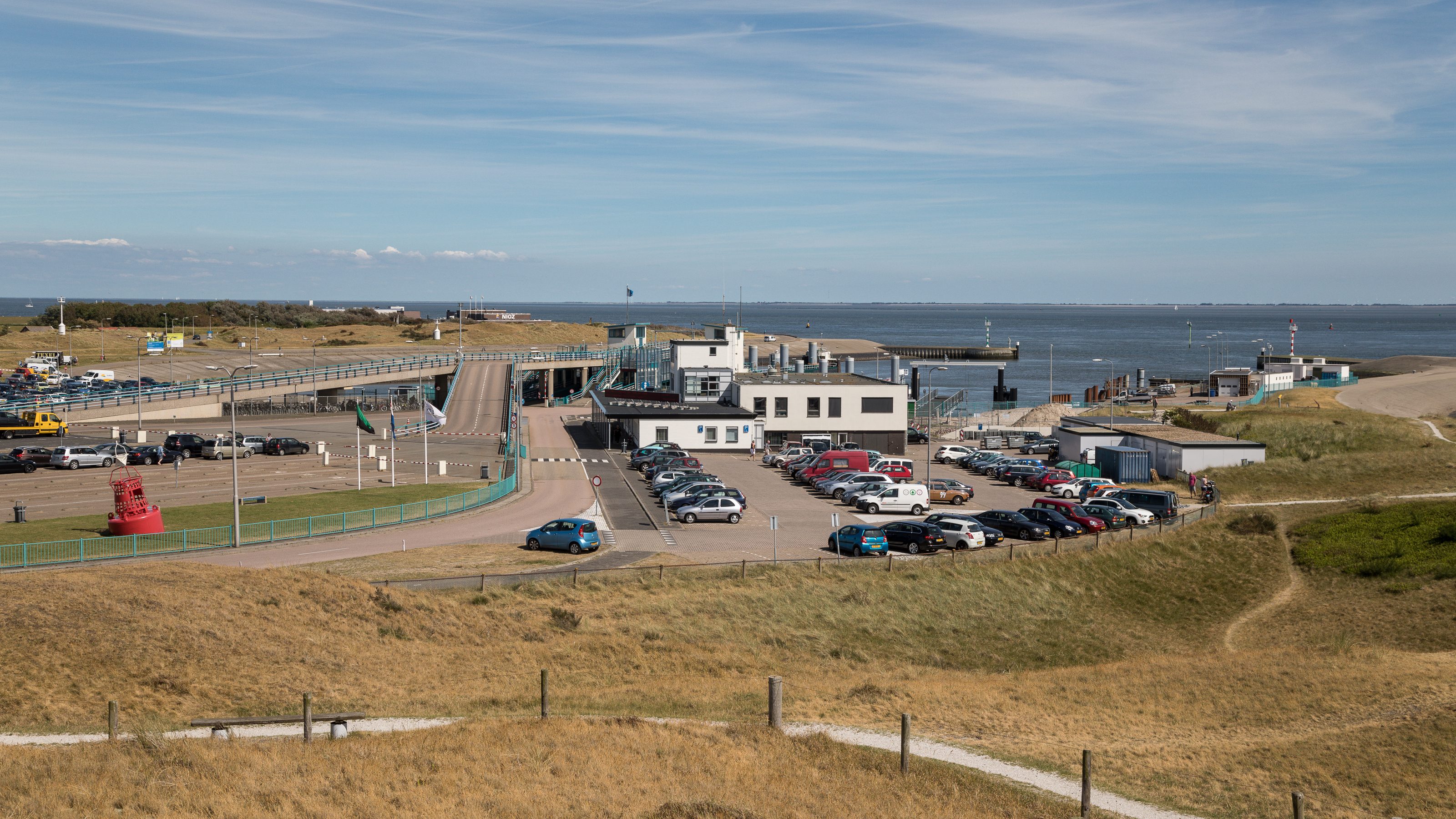
Blick auf den Fährhafen

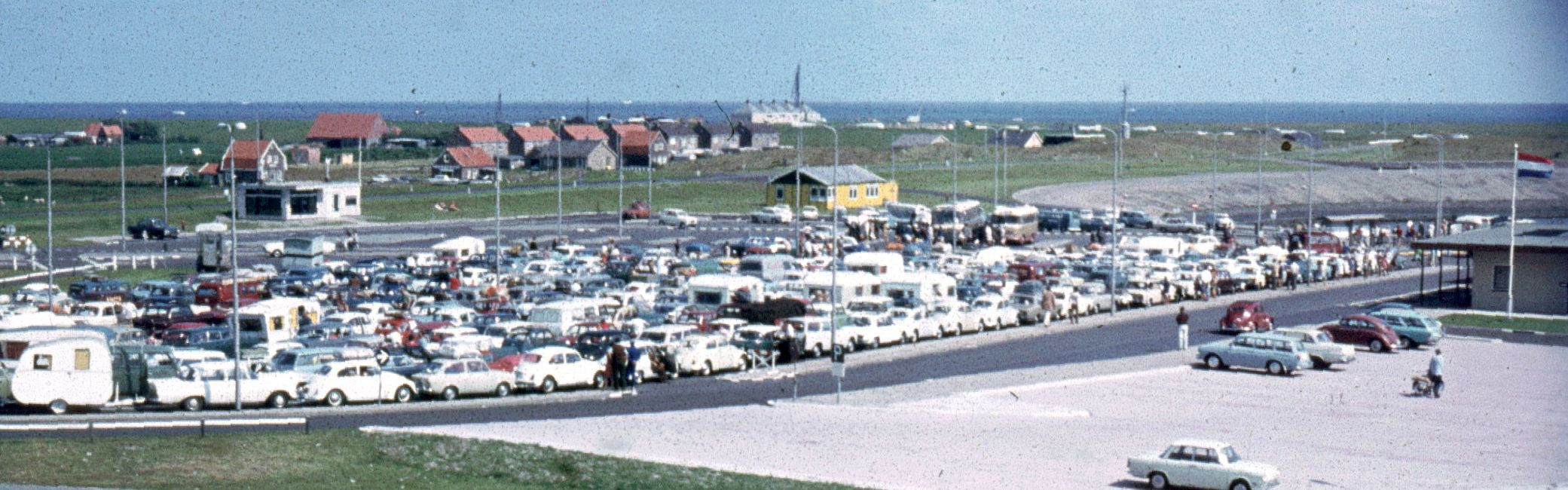
Fährhafen 1966

’t Horntje ist ein Fischerdorf auf der niederländischen Insel Texel (Provinz Nordholland). 't Horntje ist ein kleines Dorf mit nur ca. 50 Einwohnern, hat aber eine große Bedeutung durch den täglichen Fährbetrieb von Den Helder zum Hauptfährhafen von Texel, welcher sich in 't Horntje befindet. Seit 1962 legen hier die Schiffe des Unternehmens Teso an. In früheren Zeiten gab es im Ort einen kleinen Leuchtturm, welcher jedoch abgebaut und auf dem Parkplatz des Schipbreuk- en Juttersmuseum zwischen Den Burg und De Koog wieder aufgebaut wurde.
Das Niederländische Institut für Meeresforschung (NIOZ) hat seinen Sitz am Fährhafen in 't Horntje.